# Polissoirs de la Pierre-aux-Prêtres
Les polissoirs de la Pierre aux Prêtres sont un groupe de trois polissoirs découverts à Noisy-sur-École, dans le département de Seine-et-Marne en France.

## Polissoirno1
Le polissoir est constitué d'une dalle plate en grès émergeant du sol, de 3,10 m de longueur pour une largeur variant entre 0,70 m et 1,20 m. Sur son extrémité ouest, il comporte cinq longues rainures (0,51 m à 0,75 m de longueur) avec une arête de fond et une surface polie concave en partie érodée. Côté est, deux surfaces polies convexes sont visibles ainsi qu'un trou de barre à mines correspondant à une tentative de débitage.
Le polissoir est classé au titre des monuments historiques en 1929.

## Polissoirno2
Signalé par A. Doigneau en 1914, ni sa description, ni sa localisation ne sont connues.

## Polissoirno3
Il a été découvert en 1974 par B. Monier à proximité immédiate du polissoir no 1. Il est disposé sur une dalle de grès de Fontainebleau de forme sphérique haute de 0,70 m. Il comporte deux rainures (0,48 m et 0,60 m de longueur), de deux surfaces polies et d'une cuvette très abîmée. Le polissoir est désormais disparu.